# Obereopsis flavipes
Obereopsis flavipes är en skalbaggsart som beskrevs av Hintz 1919. Obereopsis flavipes ingår i släktet Obereopsis och familjen långhorningar. Inga underarter finns listade i Catalogue of Life.